# Hexen von heute
Hexen von heute (Originaltitel: Le streghe) ist ein italienischer Episodenfilm der Regisseure Luchino Visconti, Mauro Bolognini, Pier Paolo Pasolini, Franco Rossi und Vittorio De Sica aus dem Jahr 1967. Die Hauptrolle in allen fünf Episoden wurde von Silvana Mangano gespielt.

## Handlung

### Hexen verbrennt man lebendig
Originaltitel: La Strega Bruciata Viva, Regie: Luchino Visconti
Filmstar und Model Gloria versucht wenigstens für einen Moment dem belastenden und fremdbestimmten Leben als Star zu entfliehen und besucht ihre Freundin Valeria in deren Chalet in Kitzbühel. Doch auch Valerias Mann und die anderen Gäste der eingeladenen Gesellschaft hofieren sie nur als Star, den sie hinter ihrem Rücken abfällig zu demontieren versuchen. Die schwangere Gloria erleidet einen Zusammenbruch und fleht ihren abwesenden Mann und Produzenten am Telefon an, wenigstens vorübergehend pausieren zu dürfen. Doch am Ende des Films wird sie unter großem Medienrummel von einem Hubschrauber abgeholt und in ihr altes Leben zurückgebracht.

### Praktische Hilfsbereitschaft
Originaltitel: Senso Civico, Regie: Mauro Bolognini
Eigentlich hatte die Frau dem Unfallopfer Elio Ferocci versprochen, ihn ins Krankenhaus zu bringen. Stattdessen aber nutzt sie den Notfall nur als Vorwand, um unter Umgehung aller Verkehrsregeln quer durch Rom schneller zum Treffpunkt mit ihrem Geliebten zu gelangen, wo sie den schwer Verletzten einfach auf die Straße setzt.

### Die Erde vom Mond aus betrachtet
Originaltitel: La terra vista dalla luna, Regie: Pier Paolo Pasolini
Baciu verkuppelt seinen verwitweten Vater Giancicato Miao mit der taubstummen Assurdina. Doch schon bald stirbt sie bei dem Versuch, mit einem öffentlich inszenierten Selbstmordversuch ein wenig Geld zu ergaunern, durch einen Unfall. Dieses Mal bleibt dem unglücklichen Witwer seine Gattin jedoch auch nach dem Tod erhalten.

### Die Sizilianerin
Originaltitel: La Siciliana, Regie: Franco Rossi
Die temperamentvolle Nunzia schwärzt einen potentiellen Verehrer bei ihrem Vater an. Der will die verletzte Ehre seiner Familie rächen und tötet den jungen Mann, beide Familien löschen sich nun gegenseitig aus.

### Eine Nacht wie jede andere
Originaltitel: Una Sera Come Le Altre, Regie: Vittorio De Sica
Hausfrau Giovanna ist frustriert von ihrem Leben und ihrem immer angepasster und langweiliger werdenden Mann Carlo. In wilden, opulenten Tagträumen lässt sie ihre leidenschaftlichere Vergangenheit weit großartiger wieder aufleben, kämpft um die Aufmerksamkeit ihres Mannes und erträumt sich ein Leben als von allen Männern heftig begehrtem Star, der Carlo zurückweist.

## Hintergrund
Silvana Mangano war mit Dino De Laurentiis verheiratet.
Helmut Berger trat hier das erste Mal in einem Film seines Lebensgefährten Luchino Visconti auf.

## Kritik
„Episodenfilm mit Silvana Mangano, die mit beachtlicher Wandlungsfähigkeit fünf unterschiedliche Frauentypen verkörpert: von der unterkühlten Lady bis zur temperamentvollen Sizilianerin. Während die Arbeiten von Bolognini, Rossi und De Sica konventionell bleiben, liefern Visconti und Pasolini originelle Beiträge, geprägt von persönlichem Engagement und stilistischer Eigenart.“

„Mit großer Wandlungsfähigkeit spielt [Silvana Mangano] unter Regiestars wie Pier Paolo Pasolini, Luchino Visconti oder Vittorio De Sica fünf unterschiedliche Frauentypen mit US-Star Clint Eastwood als Gast. Fazit: Wunderbare Liebeserklärung an einen Star.“

„Fünf Episoden bekannter italienischer Regisseure mit Silvana Mangano als Hauptdarstellerin. In keinem der Filmteile wird eine wirklich befriedigende Lösung erzielt, wie sich überhaupt der Gesamttitel nur mühsam rechtfertigen läßt. Trotz der spürbar ehrgeizigen Gestaltung entbehrlich.“

## Auszeichnungen
David di Donatello 1967
- David in der Kategorie Beste Schauspielerin für Silvana Mangano